# Shiksa
Cette page contient des caractères spéciaux ou non latins. S’ils s’affichent mal (▯, ?, etc.), consultez la page d’aide Unicode.
Shiksa (ou « shikse » - yiddish : שיקסע) désigne péjorativement en yiddish une femme non juive, plus spécifiquement une jeune fille fiancée ou mariée à un homme juif.

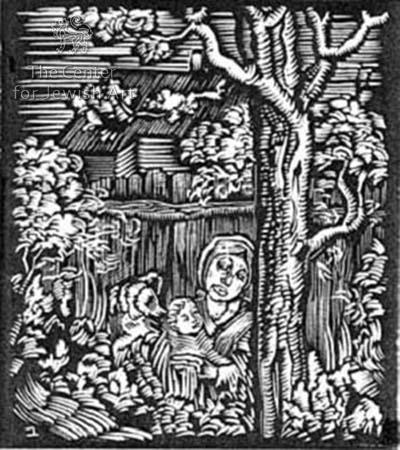
Image d’une Shiksa avec un enfant dans ses bras et un animal à côté d’elle.

Le terme pourrait être dérivé du terme hébraïque sheketz, qui signifie « abomination », « détestable », « haïssable » ou « souillure », selon le traducteur. Selon le dictionnaire Oxford, le terme pourrait également s'appliquer à une femme juive peu observantes de certaines pratiques religieuses. En Israël, le mot serait utilisé péjorativement dans les communautés ultra-orthodoxes pour dépeindre les femmes juives non pratiquantes.
S'il est une insulte dans la bouche d'une mère juive, qui se demande ce qu'elle a fait au bon Dieu pour que cette shiksa tourne autour de son fils chéri, le terme, fréquemment employé par les Juifs d'Amérique du Nord, est passé dans le langage courant des Américains. Chez ces derniers, il est plutôt employé au second degré, ainsi que le démontrent les nombreux exemples tirés de la culture populaire (à l'instar de l'importance du terme et du thème dans l'un des romans majeurs de Philip Roth, Portnoy et son complexe paru en 1969).

## Représentation de la shiksa
La shiksa, bien que non juive, est reconnue comme telle de part son lien émotionnel avec une personne juive qui la désigne comme telle. Le terme peut être utilisée dans plusieurs contextes soit pour désigner une femme avec qui un homme juif est en relation par incident, parfois décrite comme une sorcière, soit pour désigner une femme perçue comme une tentatrice et une séductrice dangereuse. La femme concernée peut se voir qualifier de séductrice sans action de séduction de sa part, sa simple présence ou existence pouvant être perçue comme une provocation. Le terme reprend le thème ancien du plaisir interdit évoqué dans la Torah et le Talmud. En conséquence, le mot shiksa peut être utilisée pour évoquer un sentiment de culpabilité ou de frustration.

## Evolution de la signification
Si le mot est à l'origine péjoratif dans ses origines bibliques et talmudiques, son usage et sa signification a pu évoluer à la suite de réappropriation du mot par des personnes juives. Les multiples significations coexistent, le terme restant polysémique.

## Usage dans la littérature yiddish
L'usage du terme se serait répandu dans la littérature yiddish à partir du XIXe siècle dans un contexte de sécularisation. La shiksa peut être dépeinte soit comme une vieille femme considérée comme laide ou soit comme une jeune femme perçue comme séduisante.
Dans le recueil de poésies en prose Derrière la clôture de Haïm Nahman Bialik, les deux figures coexistent. À l'époque, ce type de littérature en langue yiddish semble être une littérature juive à destination d'un lectorat juif. Elle apparait dans un contexte d'interdiction légale et culturelle du mariage mixte entre les Juifs et les non-Juifs. La shiksa est sexualisée, dérange la morale religieuse et inspire divers émotions (dégoût, fascination, obsession, péché).
Dans littérature et dans le domaine religieuse, la représentation de la shiksa séductrice semble plus marquante que celle de la shiksa sorcière.
La nouvelle La dame et le colporteur de Samuel Joseph Agnon et l'œuvre La ballade de Monish d'Isaac Leib Peretz sont d'autres exemples de l'utilisation de la figure de la shiksa dans la littérature yiddish.

## Usage du terme dans la culture populaire
Dans Aviva, une chanson de son album Party Girl de 2007, la chanteuse russo-canadienne Michelle Gurevich entonne : « Aviva, Aviva, It's how our love must end, Aviva, Aviva, Go on and call that shiksa ».
L'auteur suisse Thomas Meyer (de) a écrit le roman Wolkenbruchs wunderliche Reise in die Arme einer Schickse (de), adapté au cinéma par Michael Steiner (de) sous le titre, en français, de Le Formidable Envol de Motti Wolkenbruch. Dans ce film, un jeune Juif conteste les traditions religieuses, notamment dans ses rapports amoureux.

### Aux États-Unis
- Dans Le Chanteur de Jazz, la mère du héros Jakie Rabinowitz (Al Jolson) emploie le terme de « shiksa » en parlant de la fille qu'il aime.
- Dans Le Choix de Sophie de William Styron, le personnage de Nathan Landau qualifie Sophie de « Shiksa » alors qu’il explique à Stingo comme il est tombé amoureux d’elle. Cette expression a son importance dans le roman puisqu’elle met en lumière la différence de religion entre Nathan (juif) et Sophie (catholique polonaise) qui vaut à Sophie des déferlements de fiel anti-Gentile de la part de Nathan dans ses accès de délires paranoïaques.
- Dans l'épisode The Serenity Now de la série Seinfeld, lorsque de nombreux personnages Juifs se montrent attirés par Elaine Benes, George Costanza l'explique par une réponse à son « shiksappeal ».
- Dans le film parodique Date Movie, Roz parle hébreu (parodie de Barbra Streisand) et se réfère à Julia comme une « Meshiggener goyim shiksa ».
- Dans la comédie des années 1970, Mork & Mindy, Mork (Robin Williams) appelle souvent Mindy (Pam Dawber) la shiksa et dans l'épisode « Stark Raving Mork », il dit que son nez est « shiksa city ».
- Lenny Bruce a écrit une nouvelle sur les shiksas, dans laquelle il souscrit à la conception WASP.
- La comédie musicale de Jason Robert Brown, The Last Five Years, comporte une chanson intitulée « Shiksa Goddess » où il est question de l'attraction de Jamie, le protagoniste principal, pour une femme non-juive qu'il finit par épouser.
- Dans un épisode du sitcom Une nounou d'enfer, le personnage de Fran Drescher décrit Maggie, l'aînée des filles sous sa garde, comme une « déesse shiksa » à un jeune Juif qu'elle souhaite faire sortir avec Maggie. Dans un autre épisode, Maggie explique à Fran, qui vient de simuler une attaque cardiaque, que la « culpabilité juive » ne marche pas avec les shiksas.
- Dans la quatrième saison de Queer As Folk, le terme de « déesse shiksa » est repris par Mélanie, lesbienne et Juive, pour décrire sa compagne Lindsay, non-Juive, après que celle-ci lui a été infidèle.
- Dans un épisode de Sex and the City, Harry Goldenblatt fait également référence à sa petite amie Charlotte York comme « déesse shiksa », après avoir discuté de son obligation d'épouser une Juive ; Charlotte finit par se convertir au judaïsme.
- Le docteur Julianna Cox, examinateur médical en chef de la série Homicide dit qu'elle n'est « pas une shiksa ordinaire » après avoir examiné le cadavre d'une victime juive, à la grande surprise de John Munch (Juif, lui aussi).
- Lors de la première saison de La Vie à tout prix, Camille, catholique, prononce une élégie à la shiv'ah d'un ami rabbin : « Rabbi Taubler nous a mariés, mon mari et moi. Il avait l'habitude de dire que j'étais sa première shiksa. » Une remarque accueillie avec émotion par l'assemblée.
- Le terme figure de façon proéminente dans le Le complexe de Portnoy de Philip Roth, où le narrateur juif décrit ses exploits sexuels avec plusieurs shikses.
- Dans « You Won't Succeed on Broadway », une chanson de la comédie musicale Spamalot, on trouve cette réplique : « You may even have some shiksas making stews! » (« Il y a peut-être même quelques shiksas préparant un ragoût ! »).
- Dans un sketch de John Belushi du |Saturday Night Live où il joue Vito Corleone dans une thérapie de groupe, l'une des intervenantes, une hôtesse jouée par Laraine Newman, dit que pendant qu'elle préparait un dessert, elle a entendu la mère de son petit ami dire : « Regarde, la shiksa nous fait une tarte presbytérienne. »
- Dans un épisode de La vie de palace de Zack et Cody, London dit à Maddie qu'elle célèbre Hanoukka bien que n'étant pas Juive. Lorsque Maddie s'en étonne, London s'écrie « Et manquer huit jours de cadeaux ? Pas cette shiksa. »
- Dans le troisième épisode de la première saison de la série À la Maison Blanche, Josh traite CJ de « shiksa féministe paranoïaque de Berkeley » au cours d'une dispute.
- Lors d'une interview avec The Jewish Press, la commentatrice ultra-conservatrice Ann Coulter aurait dit : « […] Je viens de commencer un script sur une shiksa du Connecticut comme moi essayant de devenir une experte sur Israël. Ça s'appelle Mission Impossible IV. »
- Dans le deuxième épisode de la troisième saison de la série The Big Bang Theory, il est également fait référence aux « shiksa godesses ».
- Dans le neuvième épisode de la septième saison de la série Dr House, le célèbre docteur évoque la mère de Lisa Cuddy en tant que « shiksa » qui s'est convertie à la religion juive en se mariant avec son père.
- La deuxième chanson de The Last Five Years, comédie musicale de Jason Robert Brown, s'intitule « Shiksa Goddess ». Elle remplace la chanson « I Could Be in Love with Someone Like You » prévue dans la version originale de l'œuvre.

## Plainte de Toronto
En 2009, une personne a déposé plainte auprès de la police de Toronto. La victime rapporte que le terme shiksa a été utilisé comme une insulte à son encontre. Les autorités canadiennes ont considéré que les faits relevaient de la haine raciale selon les lois de la province de l'Ontario.